# Hradečan (vlak)
Hradečan (podle města Hradec Králové) je rychlíkový vlakový spoj dopravce České dráhy provozovaný na základě státní objednávky na trati 020, která spojuje města Praha a Hradec Králové. Pod označením Hradečan je vedeno 16 spojů číslovaných od jízdního řádu 2023/2024 v rozmezí 940 až 957. Jednotné slovní označení nesou tyto spoje od jízdního řádu 2018/2019. Původní označení vlaků vycházela především ze zeměpisných názvu v Podkrkonoší, kam vlak zajíždí. Na stejné trati jezdí v roce 2024 i rychlíky Krakonoš, kteří mají cílovou stanici Trutnov hlavní nádraží.

## Trasa vlaku
Mezi Prahou a Hradcem Králové zastavuje rychlík podle jízdního řádu 2024/2025 ve stanicích Praha-Vysočany, Nymburk hlavní nádraží, Poděbrady a Chlumec nad Cidlinou.

## Řazení vlaků
V čele vlaků byly v úseku z Prahy do Hradce Králové minimálně od GVD 2008/2009 nasazovány stejnosměrné lokomotivy řady 163. V GVD 2018/2019 se na některých spojích v elektrizovaném úseku objevovaly také lokomotivy 150.2.[zdroj?]
Vozy řazené ve vlacích byly v GVD 2023/2024 tvořeny převážně oddílovými vozy Bmz234, modernizovanými vozy s oddílem 1. a 2. třídy ABpee347 a velkoprostorovými vozy Bpee237. Dále byly v některých vlacích řazeny vozy Bdpee231, ABpee347 a Aee140. Na některých spojích bylo možné se setkat i s vozy AB349.
V GVD 2024/2025 jezdí místo vozů ABpee347 vozy Apee139, které přešly ze Slovackých expresů. Vlaky R 957 a R 954 jsou vedeny soupravou ComfortJet, která jezdí do myčky v Hradci Králové.[zdroj?]

## Dřívější názvy a číslování spojů
| Typ | Číslo do 2013/2014 | Číslo od 2013/2014 | Název          | Trasa vlaku            | Poznámka | Řazení vlaku |
| --- | ------------------ | ------------------ | -------------- | ---------------------- | -------- | ------------ |
| R   | 858                | 920                | Krakonoš       | Trutnov – Praha        |          | Odkaz        |
| R   | 859                | 921                | Krakonoš       | Praha – Trutnov        |          | Odkaz        |
| R   | 856                | 922                | Metuje         | Trutnov – Praha        |          | Odkaz        |
| R   | 857                | 923                | Metuje         | Praha – Trutnov        |          | Odkaz        |
| R   | 854                | 924                | Cidlina        | Trutnov – Praha        |          | Odkaz        |
| R   | 855                | 925                | Cidlina        | Praha – Trutnov        |          | Odkaz        |
| R   | 852                | 926                | Rozkoš         | Trutnov – Praha        |          | Odkaz        |
| R   | 853                | 927                | Rozkoš         | Praha – Trutnov        |          | Odkaz        |
| R   | 850                | 928                | Sněžka         | Trutnov – Praha        |          | Odkaz        |
| R   | 851                | 929                | Sněžka         | Praha – Trutnov        |          | Odkaz        |
| R   | 848                | 930                | Úpa            | Trutnov – Praha        |          | Odkaz        |
| R   | 849                | 931                | Úpa            | Praha – Trutnov        |          | Odkaz        |
| R   | 790                | 934                | Kyšperk        | Letohrad – Praha       |          | Odkaz        |
| R   | 791                | 935                | Kyšperk        | Praha – Letohrad       |          | Odkaz        |
| R   | −                  | 944                | Bohumil Hrabal | Hradec Králové – Praha |          | Odkaz        |
| R   | −                  | 945                | Bohumil Hrabal | Praha – Hradec Králové |          | Odkaz        |
| R   | −                  | 949                | Dobrošov       | Praha – Meziměstí      |          | Odkaz        |
| R   | −                  | 950                | Dobrošov       | Meziměstí – Praha      |          | Odkaz        |